# Gai Saber
Pour les articles homonymes, voir Saber.
 (janvier 2013).
Si vous disposez d'ouvrages ou d'articles de référence ou si vous connaissez des sites web de qualité traitant du thème abordé ici, merci de compléter l'article en donnant les références utiles à sa vérifiabilité et en les liant à la section « Notes et références ».
Gai Saber est un groupe de musique italien, qui comme Lou Dalfin est spécialisé dans la musique et danses occitane d'italie. Gai Saber emprunte son nom au Consistori del Gay Saber.
Fondée en 1992 sous le nom de Kalenda Maia, le groupe a adopté son nom actuel en 1996. Ils utilisent une grande variété d'instruments traditionnels occitan comme la ghironda, le semitoun, le galoubet, le tambourin, le fifre et la piva ainsi que la guitare moderne, les séquenceurs et les synthétiseurs.

## Musiciens
- Maurizio Giraudo
- Mauriza Giordanengo
- Paolo Brizio
- Chiara Bosonetto
- Elena Giordanengo
- Sandro Serra
- Alessandro Rapa

## Discographie
- Troubard R'ÒC
- Esprit de Frontiera
- Danimarca Live
- Electroch'Òc
- La Fabrica Occitana